# Université Bond

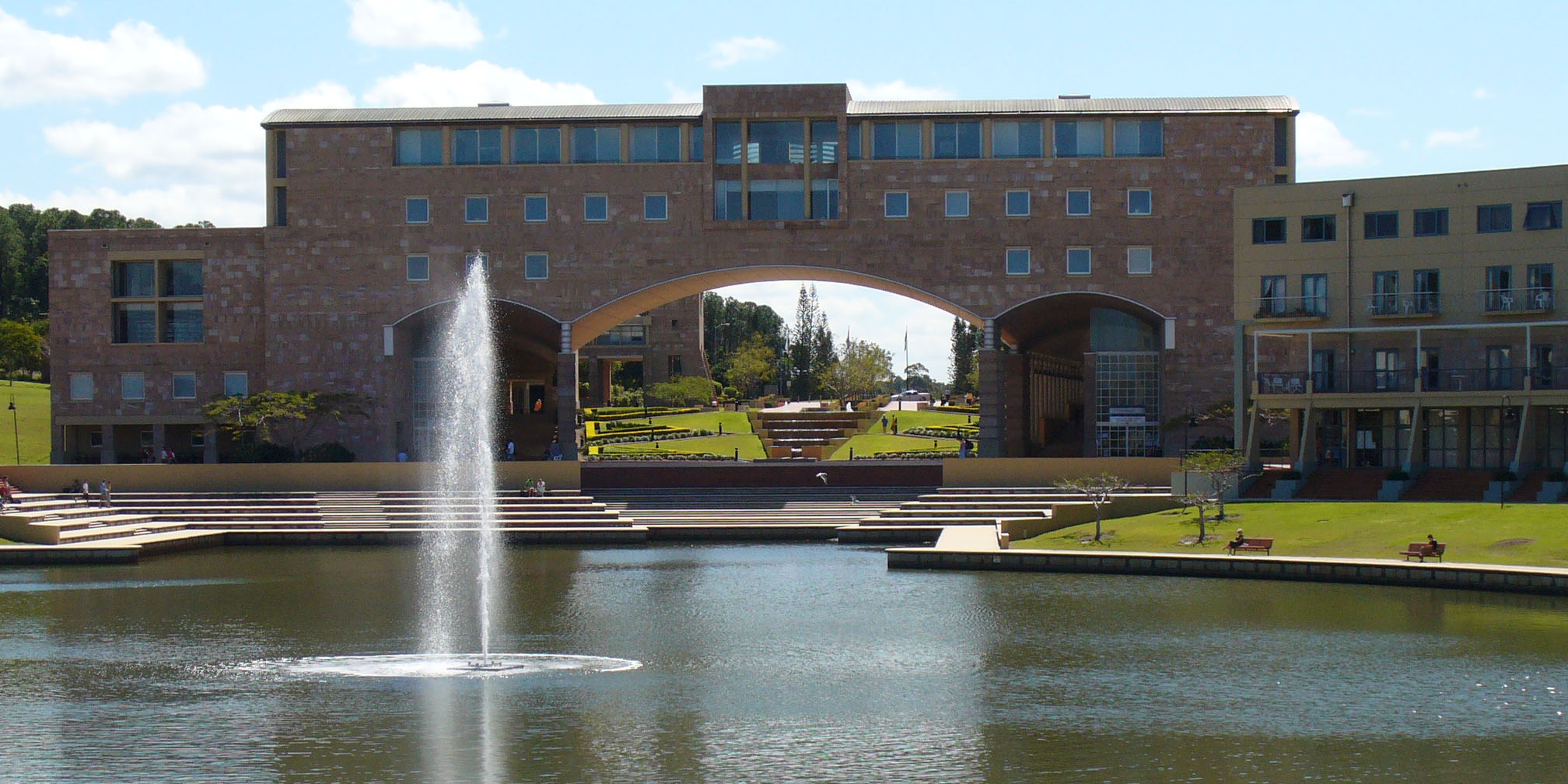
L'université Bond.

L'université Bond (anglais : Bond University) est la plus ancienne université privée australienne. Elle organise l'enseignement sur trois "semestres" par an (janvier, mai et septembre) permettant une formation en six semestres sur deux ans.

## Composantes
Son enseignement est réparti sur quatre facultés :
- Faculté de Commerce, de Technologie et de développement durable
  - École de Commerce (School of Business)
  - École des technologies de l'information (School of Information Technology)
  - École de développement durable (School of Sustainable Development)
  - École de management aux métiers de l'hôtellerie, des vacances et du tourisme (School of Hotel, Resort & Tourism Management) (premier cycle et des programmes de Masters sont offerts à partir de 2009)
- Faculté de médecine et des sciences de la santé
- Faculté des sciences humaines et sociales
  - École des Sciences Humaines
    - Département des Relations internationales

  - École des Sciences Sociales
  - École des Communications et des Médias
- Faculté de droit

## Anciens élèves
- Minna Atherton
- Tommy Wirkola